# Naoaki Aoyama
Naoaki Aoyama (Aichi, 12 juli 1986) is een Japans voetballer.

## Carrière
Naoaki Aoyama speelde tussen 2005 en 2010 voor Shimizu S-Pulse. Hij tekende in 2011 bij Yokohama F. Marinos.